# Fort du Mûrier
Le fort du Mûrier, ou fort Randon, est une fortification faisant partie de la place forte de Grenoble, situé à l'est-sud-est de la commune de Gières, se situant à 420 mètres d'altitude. Il est l'un des sept forts constituant la ceinture fortifiée de Grenoble.

## Histoire

### Période militaire 1875-1978
Le fort du Mûrier a été construit, d'avril 1875 à 1878, selon le système de fortification Séré de Rivières. Le fort du Mûrier est d'ailleurs l'un des rares forts à respecter les spécifications exactes du général Séré de Rivières.
Par le décret du 21 janvier 1887, le ministre de la Guerre Georges Boulanger renomme tous les forts, batteries et casernes avec les noms d'anciens chefs militaires. Pour le fort du Mûrier, son « nom Boulanger » est en référence à Jacques Louis César Alexandre, comte de Randon, né à Grenoble le 25 mars 1795 et décédé à Genève le 16 janvier 1871. Sergent lors de la bataille de la Moskawa, il y gagne le grade de sous-lieutenant. Capitaine à 20 ans, il gravit ensuite les degrés de la hiérarchie jusqu’à accéder au maréchalat, en même temps que Canrobert, en 1856. Il fut gouverneur général de l'Algérie. Dès le 13 octobre 1887, le successeur de Boulanger au ministère, Théophile Ferron, abroge le décret. Le fort reprend officiellement son nom précédent.
Le fort sert de camp de prisonniers durant la Première Guerre mondiale et reste propriété de l'armée jusqu'en 1978.

### Période civile 1978-
En 1978, tout juste cent ans après son achèvement, le fort est acheté par la commune de Gières. La commune le délaisse un premier temps, puis de 1983 à 1993 recherche des financements pour le restaurer. Entre-temps, une fête en l'honneur du fort est mise en place en 1986. Depuis lors, chaque année durant les Journées européennes du patrimoine, des visites guidées, des expositions, des événements musicaux, ainsi que des spectacles sont organisés.
Depuis 1993, la restauration du fort est lancée. Elle est financée par l'État (30 %), la région Rhône-Alpes (16 %), le département de l'Isère (30 %) et la commune de Gières (24 %). La priorité est donnée au déboisement et aux travaux d'étanchéité. Ces derniers dureront 7 ans, pour finalement se terminer en 1999. Entre 2000 et 2006, la réfection des façades ainsi que la rénovation des intérieurs sont effectuées. Après restauration, le fort sera utilisé à des fins culturelles. Les habitants de Gières ou des environs de Grenoble pourront bénéficier d'activités telles que des spectacles ou encore des expositions.
Le fort fait l’objet d’une inscription au titre des monuments historiques depuis le 19 août 1994.
Un collectif d'artistes plasticiens loue un atelier au fort du Mûrier.

## Description

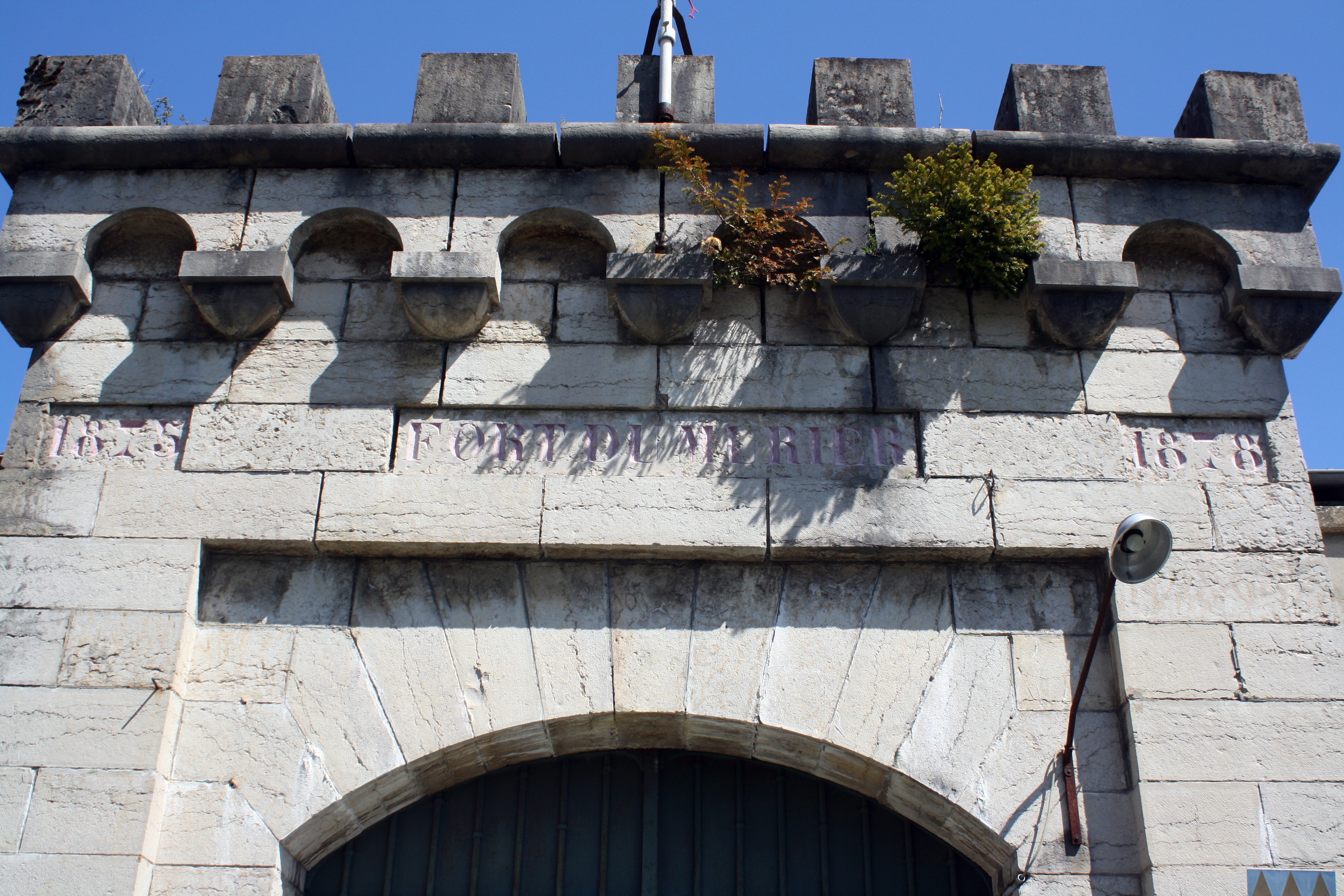
Détail de l'entrée du fort.

Un des deux bastionnets qui protégeait le fossé de gorge.

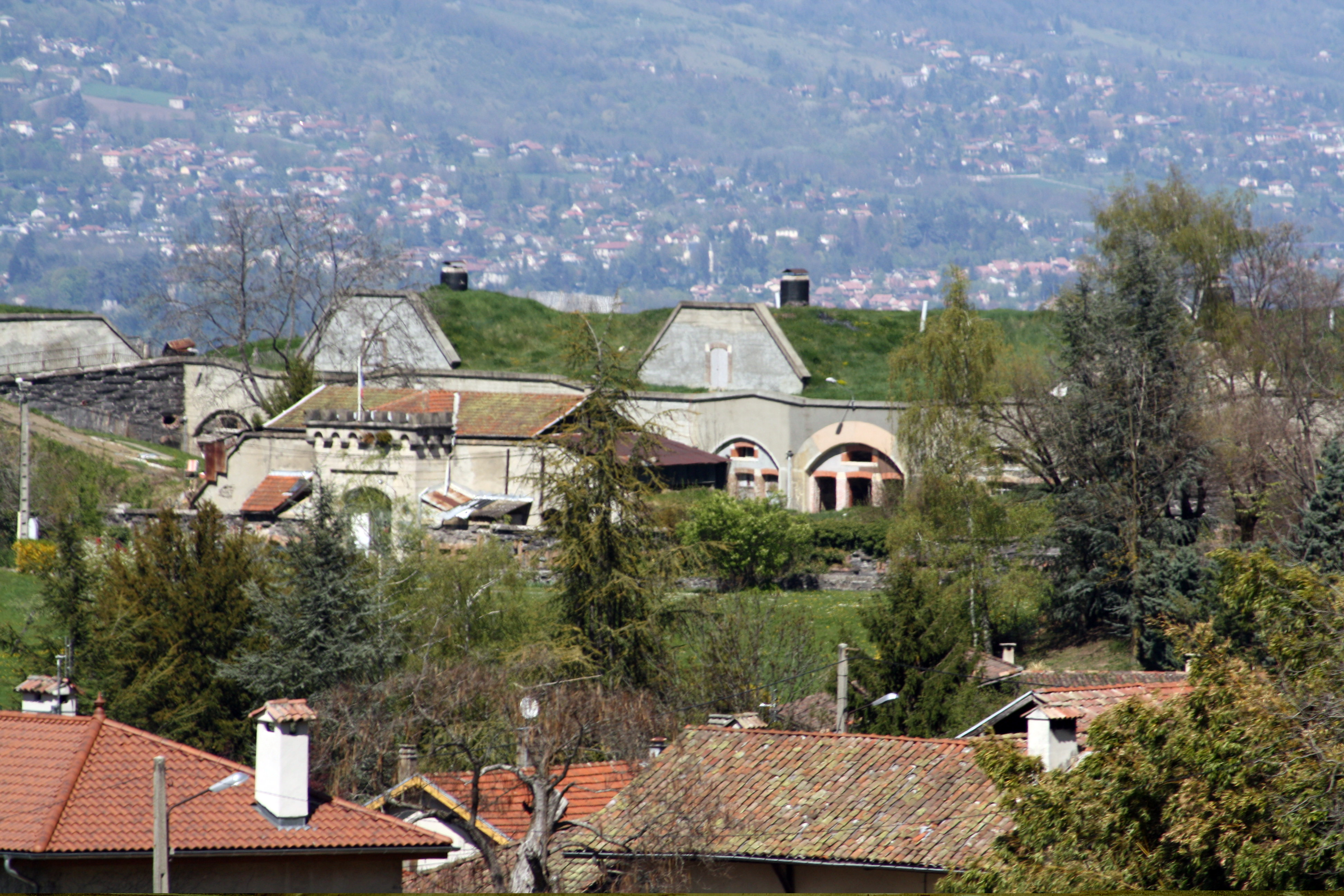
Vue sur le fort.

L'objectif principal du fort était de bloquer l'accès à Grenoble aux troupes ennemies en provenance de Chambéry. Pour ce faire, le fort du Mûrier ainsi que le fort du Bourcet croisaient leurs feux en direction de la Vallée du Grésivaudan. Les travaux furent supervisés par le colonel Cosseron de Villenoisy qui commente leur mission : « Par leur feux croisés, maîtriser d'une manière absolue la vallée du Grésivaudan... ». En temps de guerre, le fort pouvait abriter plus de 542 hommes et 32 pièces d'artillerie. C'était le fort le plus puissant de la région grenobloise.
C'est un fort Séré de Rivières de première génération, en forme d'un V. Il est à cavalier, pour 542 hommes et 32 pièces, batteries annexes comprises (22 dont 4 mortiers et 4 de flanquement pour le fort). Bâti en schistes gélifs, le creux se situant sur le front de tête. L'entrée présente un joli fronton crénelé décoratif. La gorge dispose de deux petits organes de flanquement assimilés à des caponnières double, formant une toute petite courtine. Les autres fossés sont battus par deux caponnières doubles attachées aux saillants du front de tête. Toutes les ouvertures, portes, fenêtres, créneaux de tir et arcs des créneaux de pied, sont garnies de maçonneries de briques de terre cuite. La fragilité des schistes utilisés pour l'ensemble du fort a rendu certaines restaurations indispensables bien qu'inesthétiques puisqu'il a fallu couvrir les murs extérieurs d'une épaisseur de béton. La cour du fort épouse le profil du front de tête, et chacune de ses deux ailes aligne sept travées sur un seul niveau Le cavalier comprend quatre traverses-abris et tous les puits de lumière ont conservé leurs lanterneaux métalliques.
À droite de la cour, les deux magasins à poudre sont constitués de deux locaux semblables accolés, séparés par un épais piédroit sur la moitié de leur longueur et desservis par une seule et même entrée latérale. Ces locaux ont tous deux une voûte en arc segmentaire et deux créneaux à lampe placés exceptionnellement haut. Ces deux double magasins sont placés de part et d'autre du casernement, choses rare, directement au contact d'une chambrée. La fiche technique du génie leur donne une capacité totale de 154,800 tonnes de poudre. Un four à pain pour 380 rations. Le casernement des officiers donne sur le fossé de gorge, au saillant V. Sur les glacis au saillant II, on peut voir deux cuves pour canons antiaériens. Les glacis des saillants II et IV (le saillant III étant un angle rentrant) possèdent un parapet d'infanterie dont la forme épouse le contour des caponnières à 15 mètres en avant de la caponnière de la contrescarpe. Ces parapets sont annotés  "places d'armes" sur le registre d'attachements. Pour les desservir, un escalier avec rupture (pas de souris) est accolé à la contrescarpe du fort, entre les saillants II et III. Il possède deux batteries annexes (cfr articulets distincts). Avec le fort du Bourcet sur la rive opposée de l'Isère, il battait l'amont de la vallée du Grésivaudan.

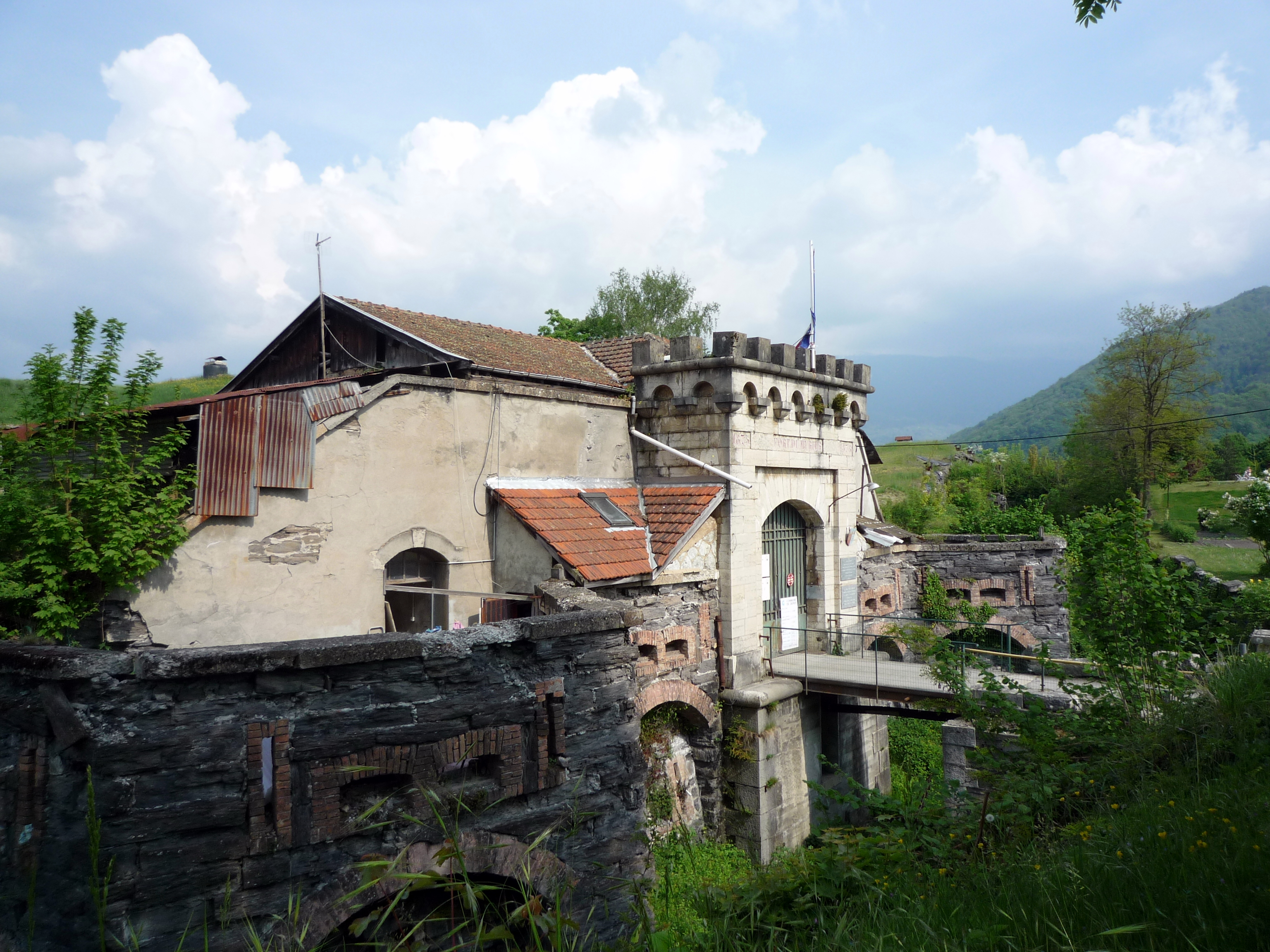
L'entrée principale vue de gauche.
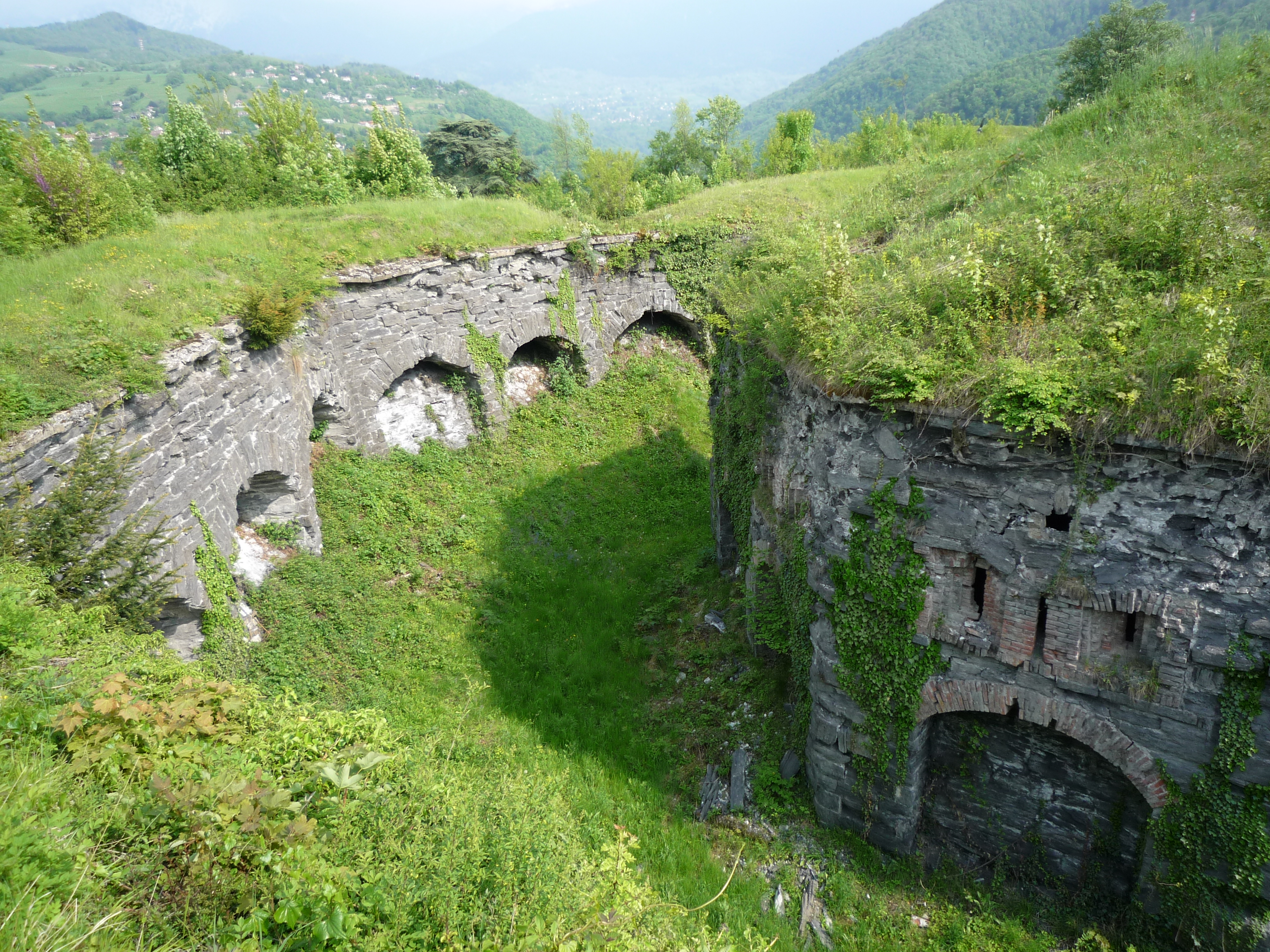
La fosse du fort vue du côté nord-ouest. Une partie du mur à droite s'est effondré en 2015.
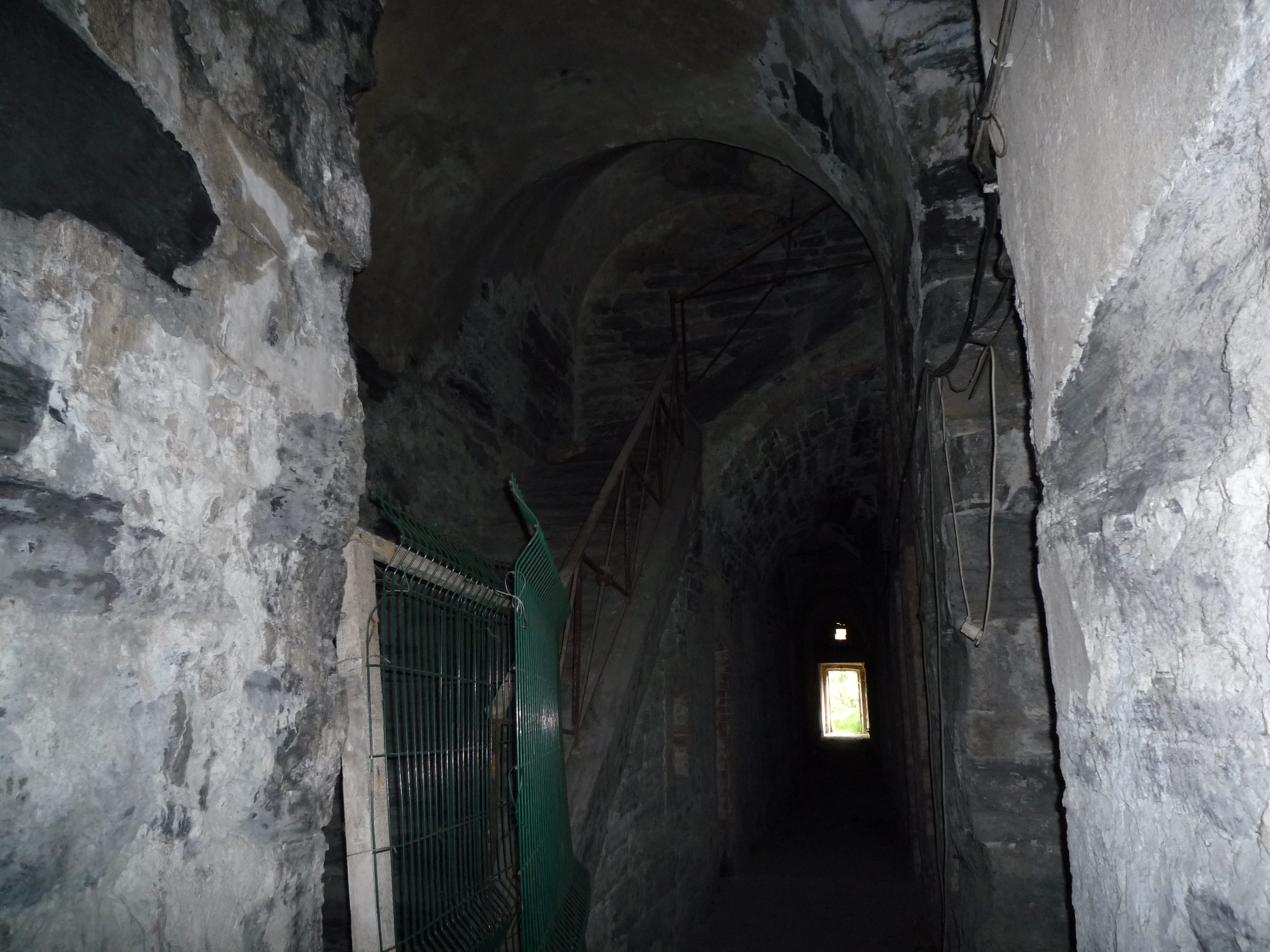
Un escalier d'accès au premier étage.
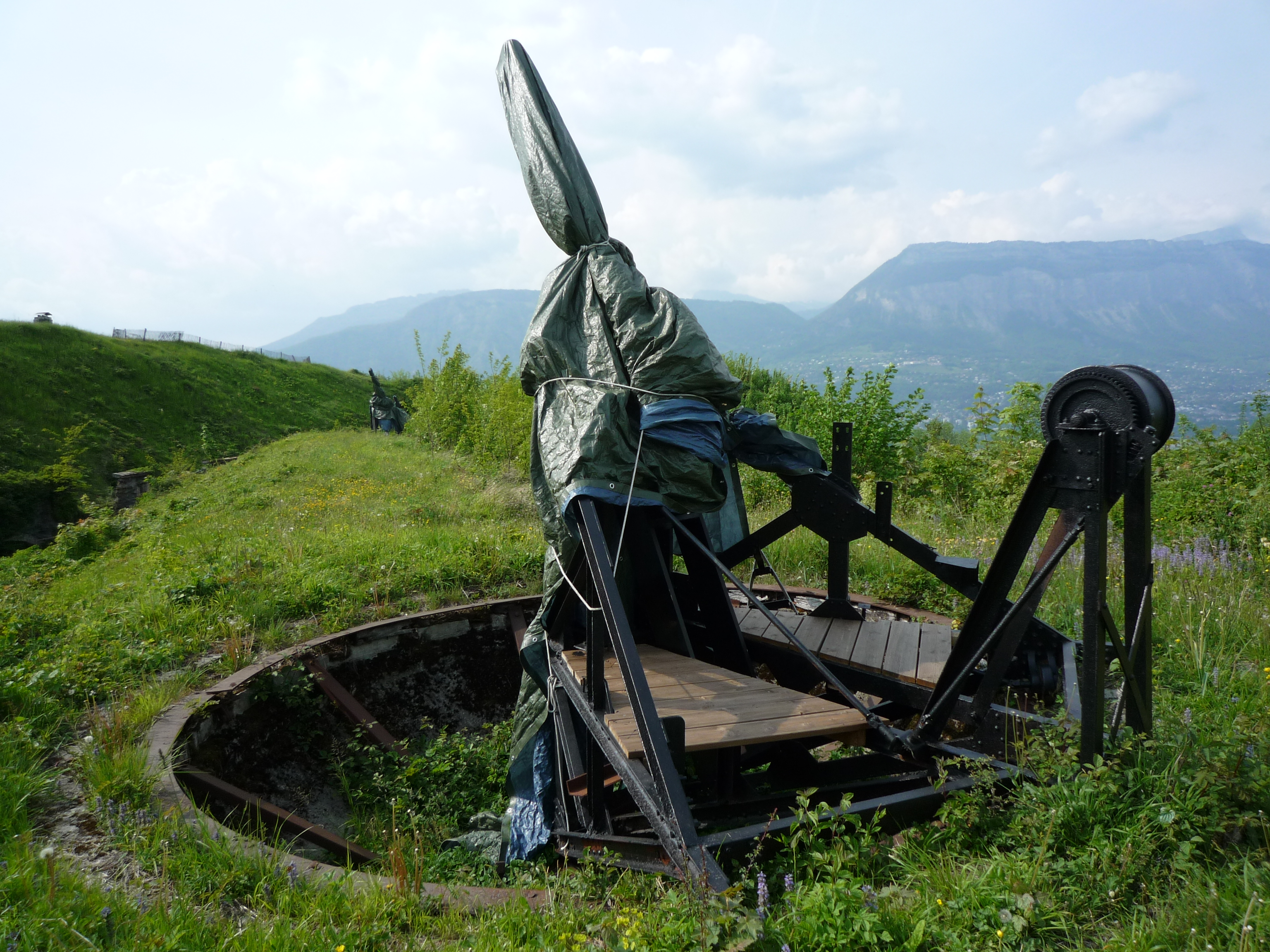
Une des reconstitutions de canon
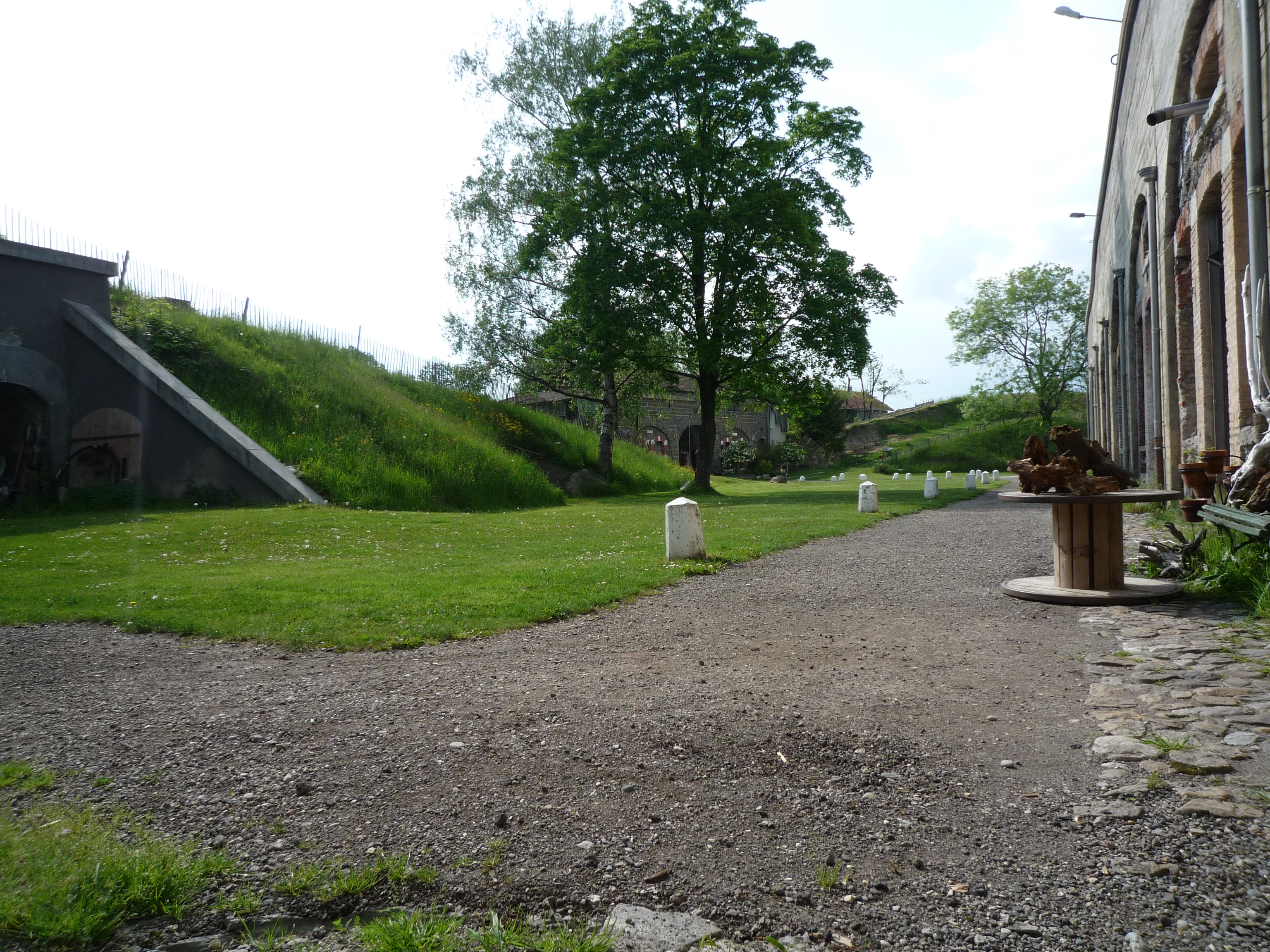
La cour intérieure du fort vue du sud-est.
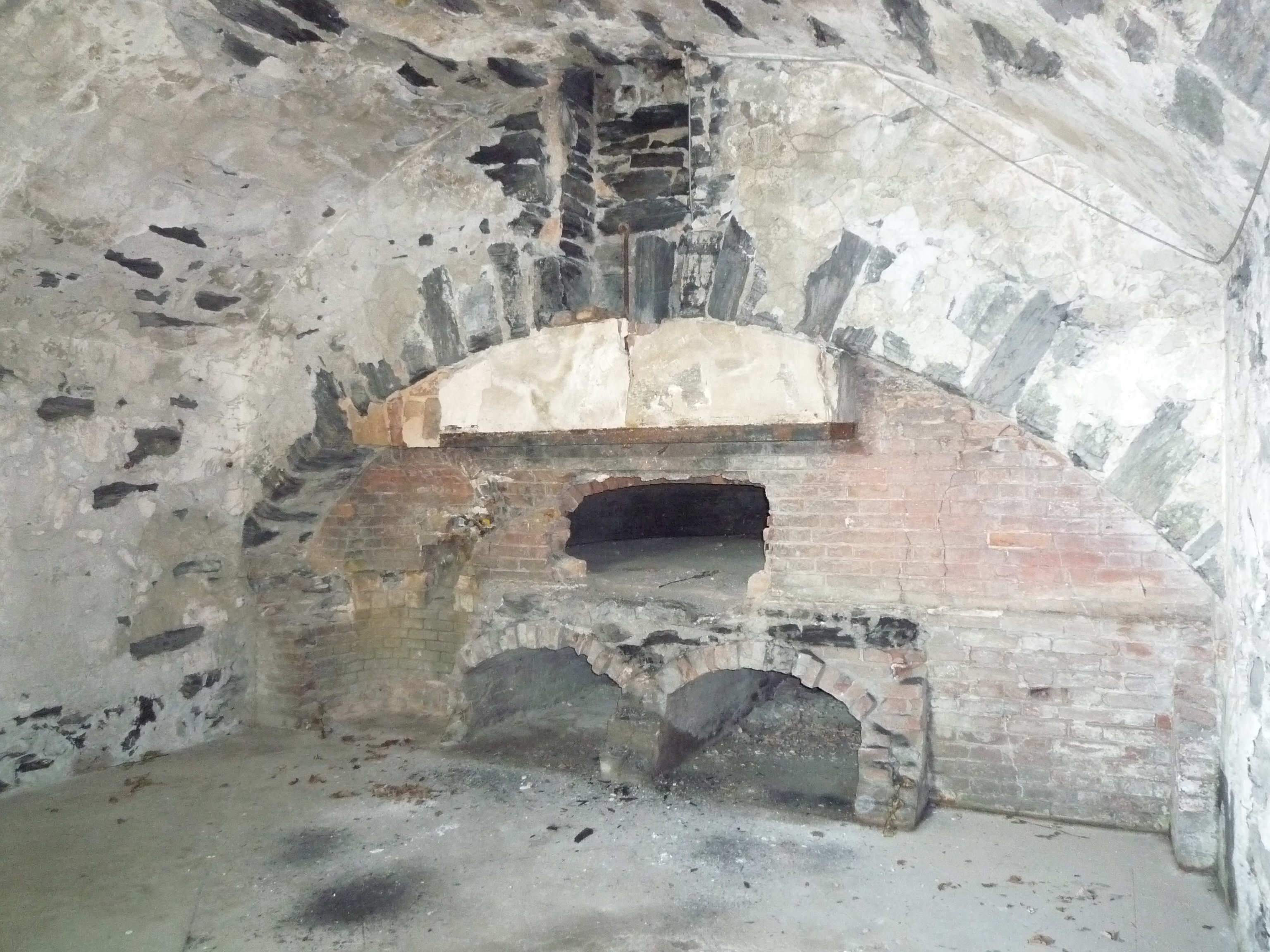
Le four de cuisine du fort.
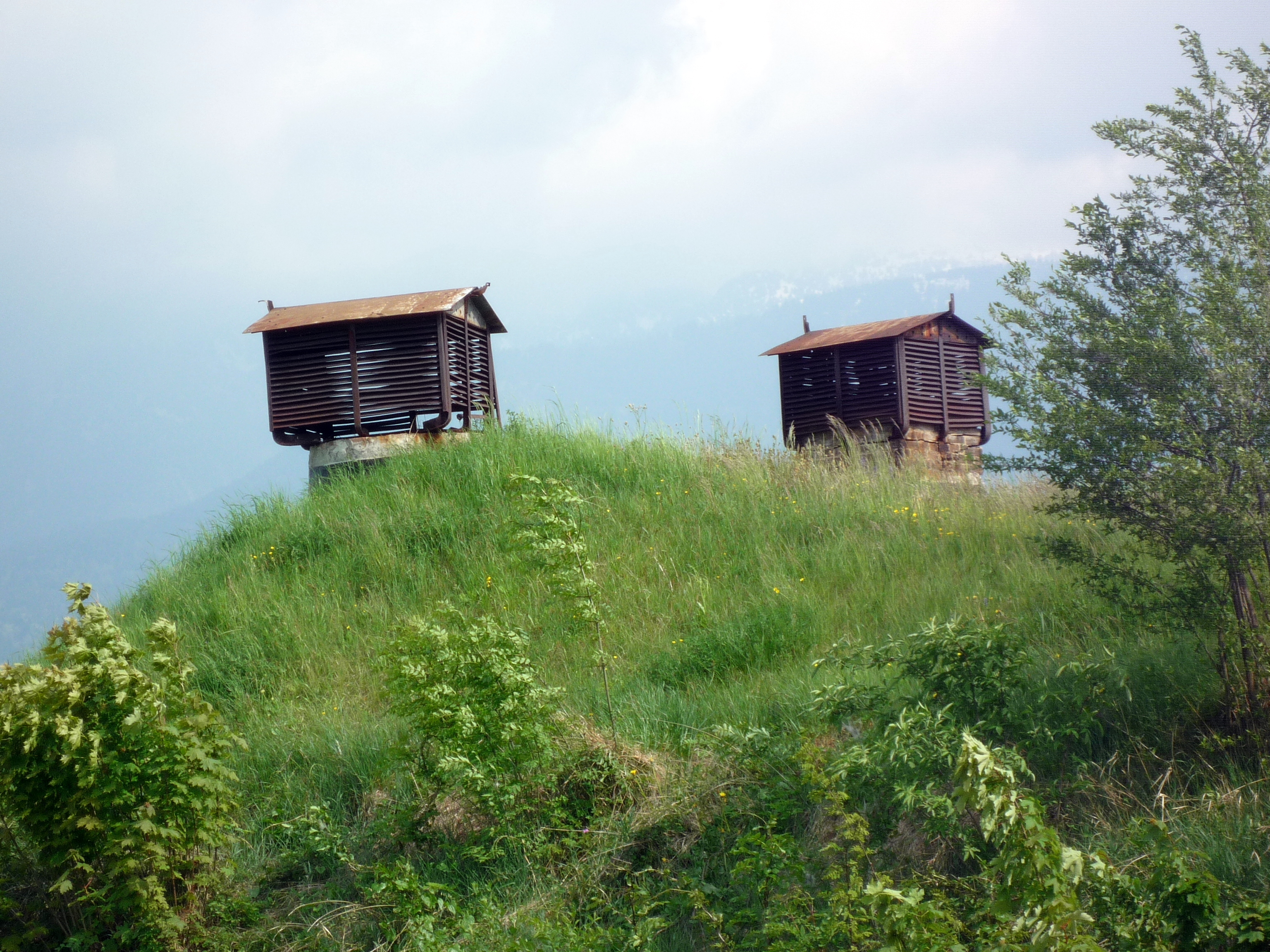
Des bouches d'aération au-dessus du fort.
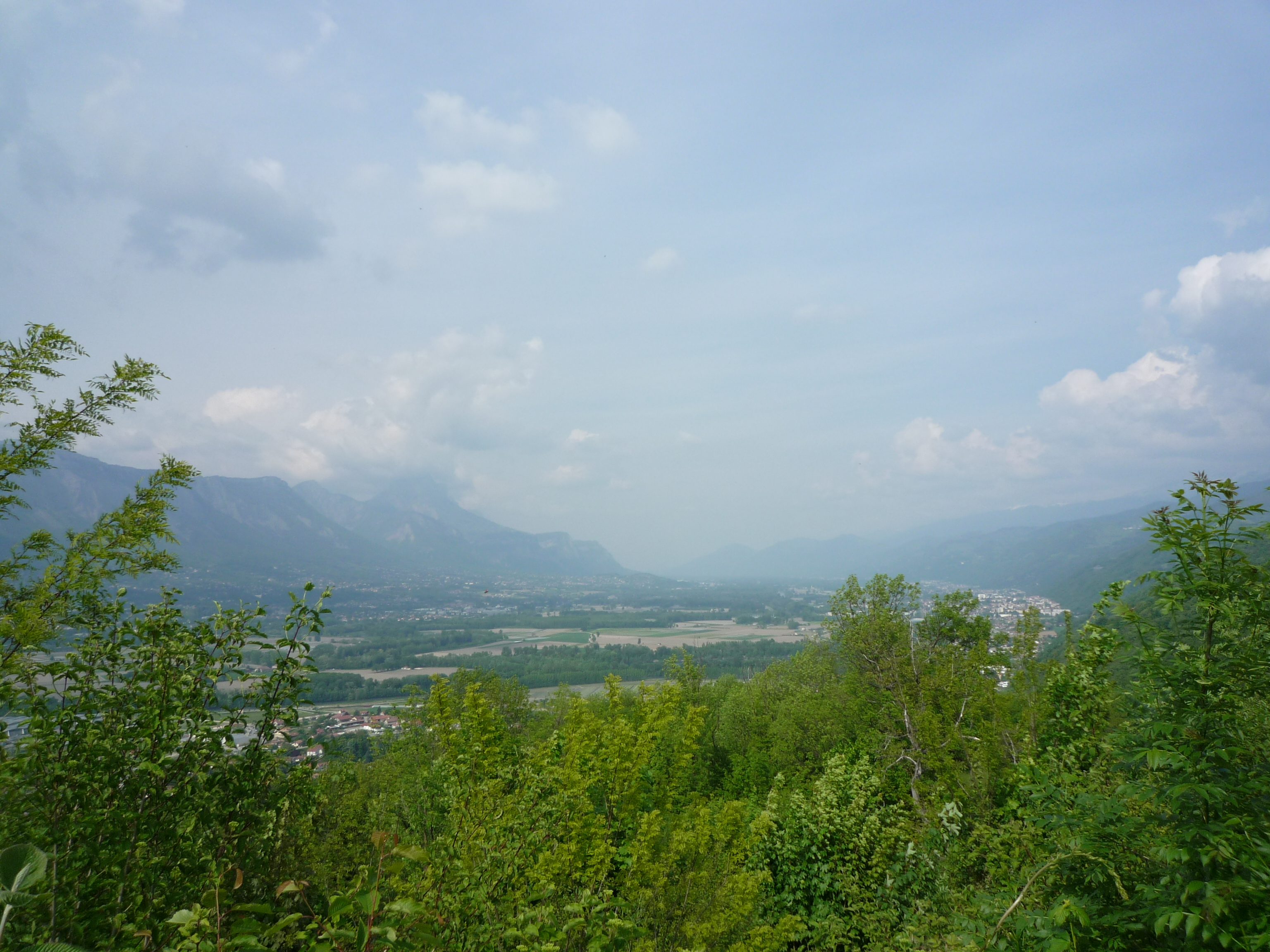
Une vue vers la Vallée du Grésivaudan à partir du fort.

### Batteries hautes
Quelques années après sa construction, le fort a été complété par deux batteries d'artillerie, dites "batteries hautes du Mûrier", situées environ 900 mètres plus au sud et 100 à 130 mètres plus haut. Elles sont constituées de traverses-abris en arches maçonnées, larges de 3 m et longues de 10 m environ, et recouvertes de terre séparant des plates-formes de tir. Dix canons y étaient installés. Elles sont aujourd'hui situées sur la commune de Saint-Martin-d'Hères.
Une première batterie, à la cote 557, était constitué d'une double plate-forme, avec deux traverses pleines et une traverse-abri.
Une deuxième batterie à la cote 573, était constituée de quatre plates-formes encadrées par trois traverses-abris et deux traverses pleines.

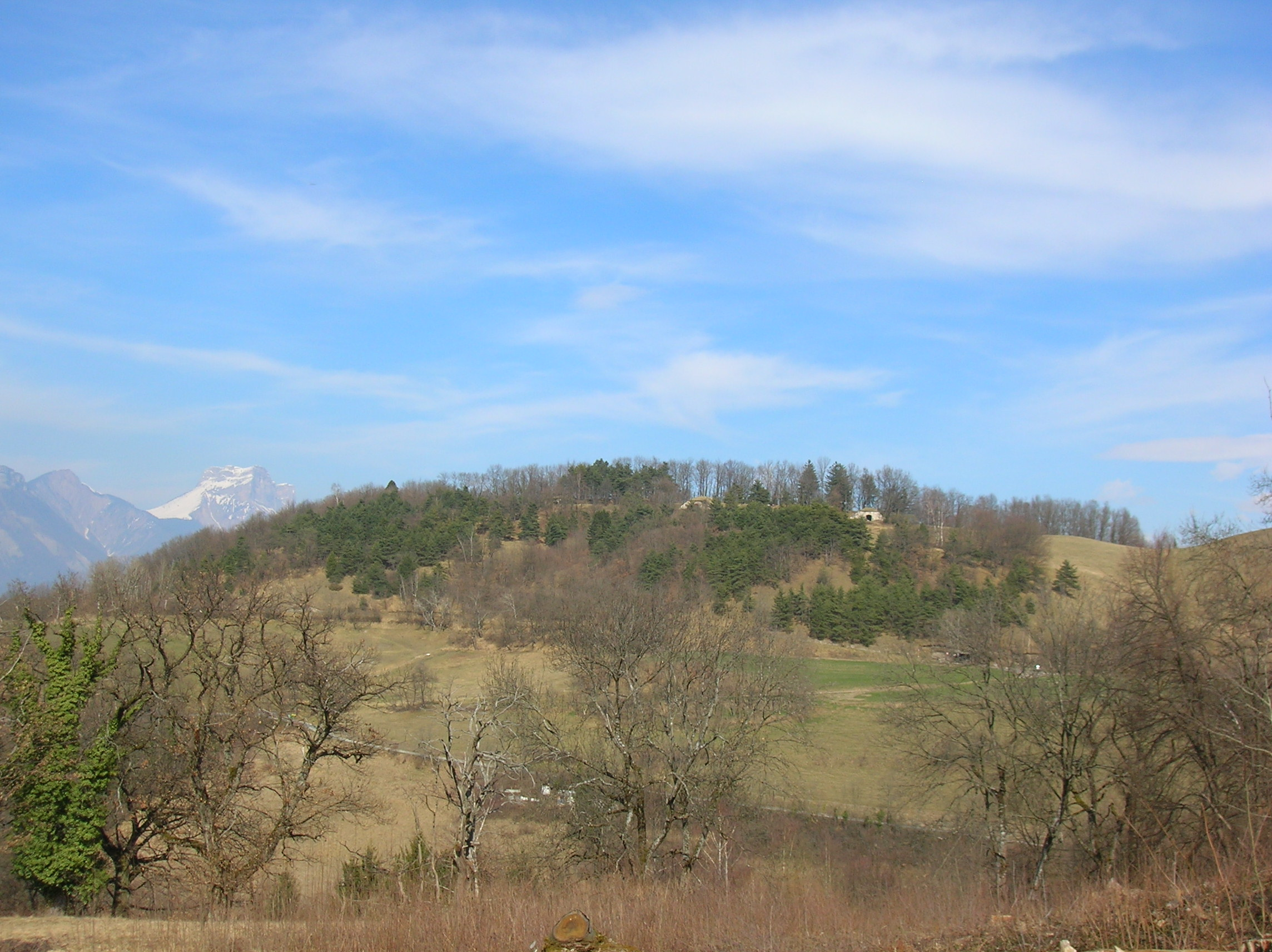
Le site des batteries hautes visible en arrière-plan.
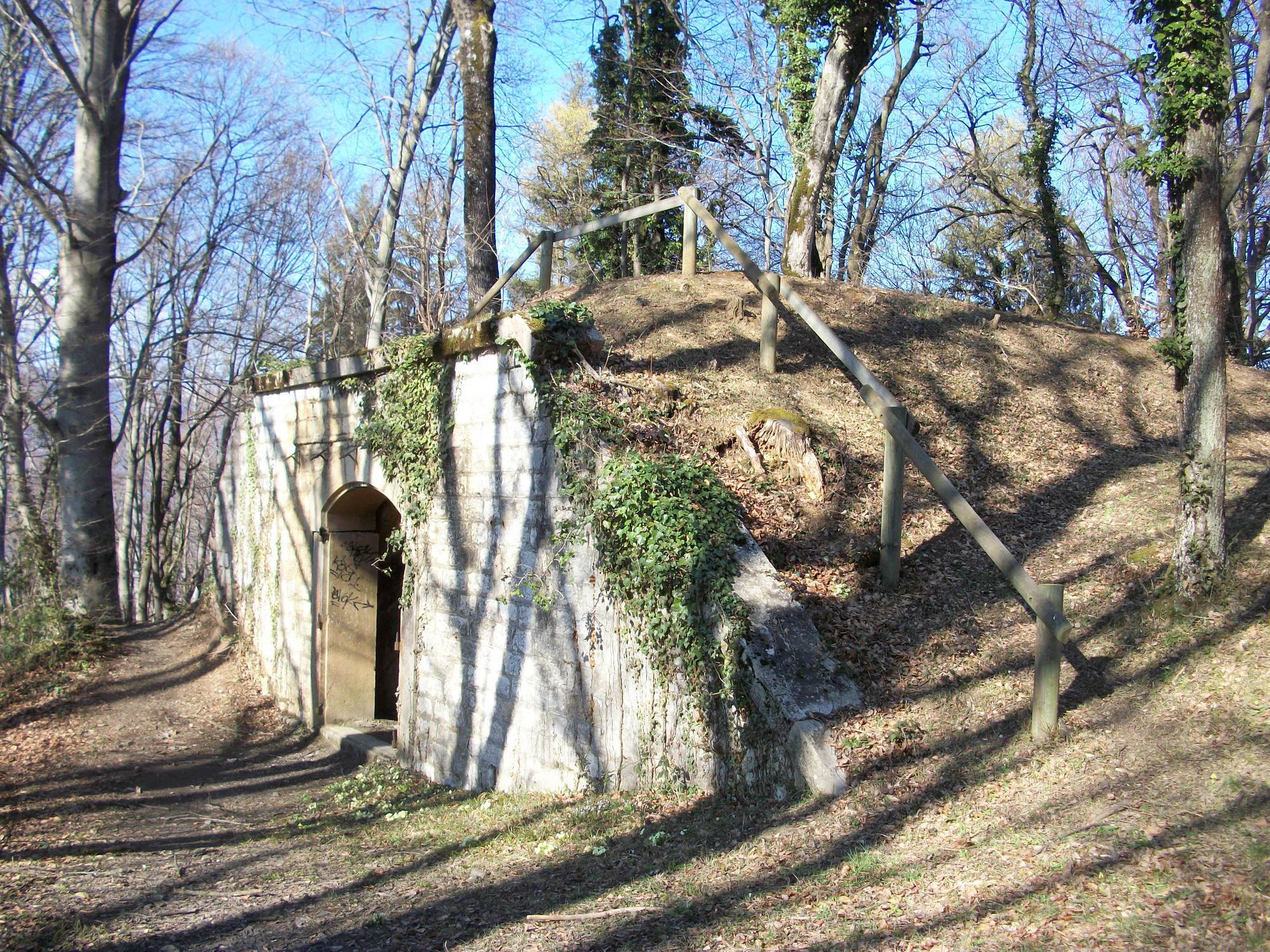
Traverse-abri cote 557
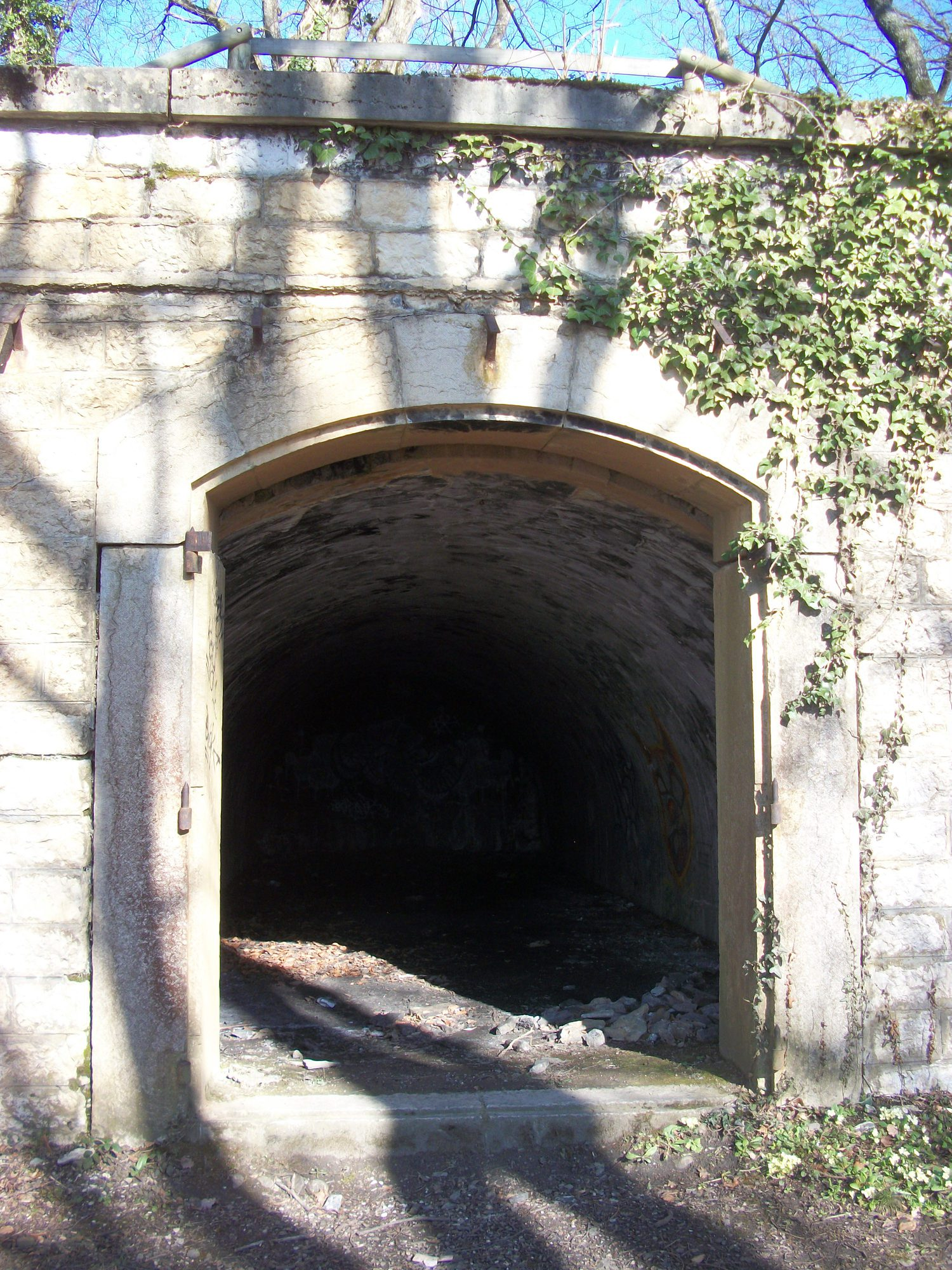
Intérieur d'une traverse-abri
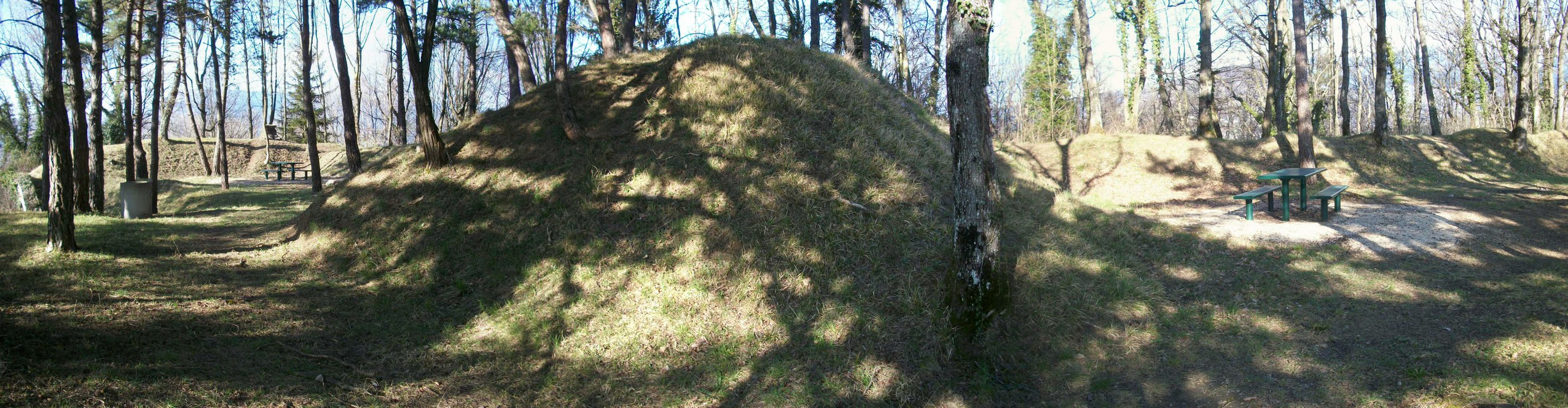
Deux plateformes séparées par une traverse de terre
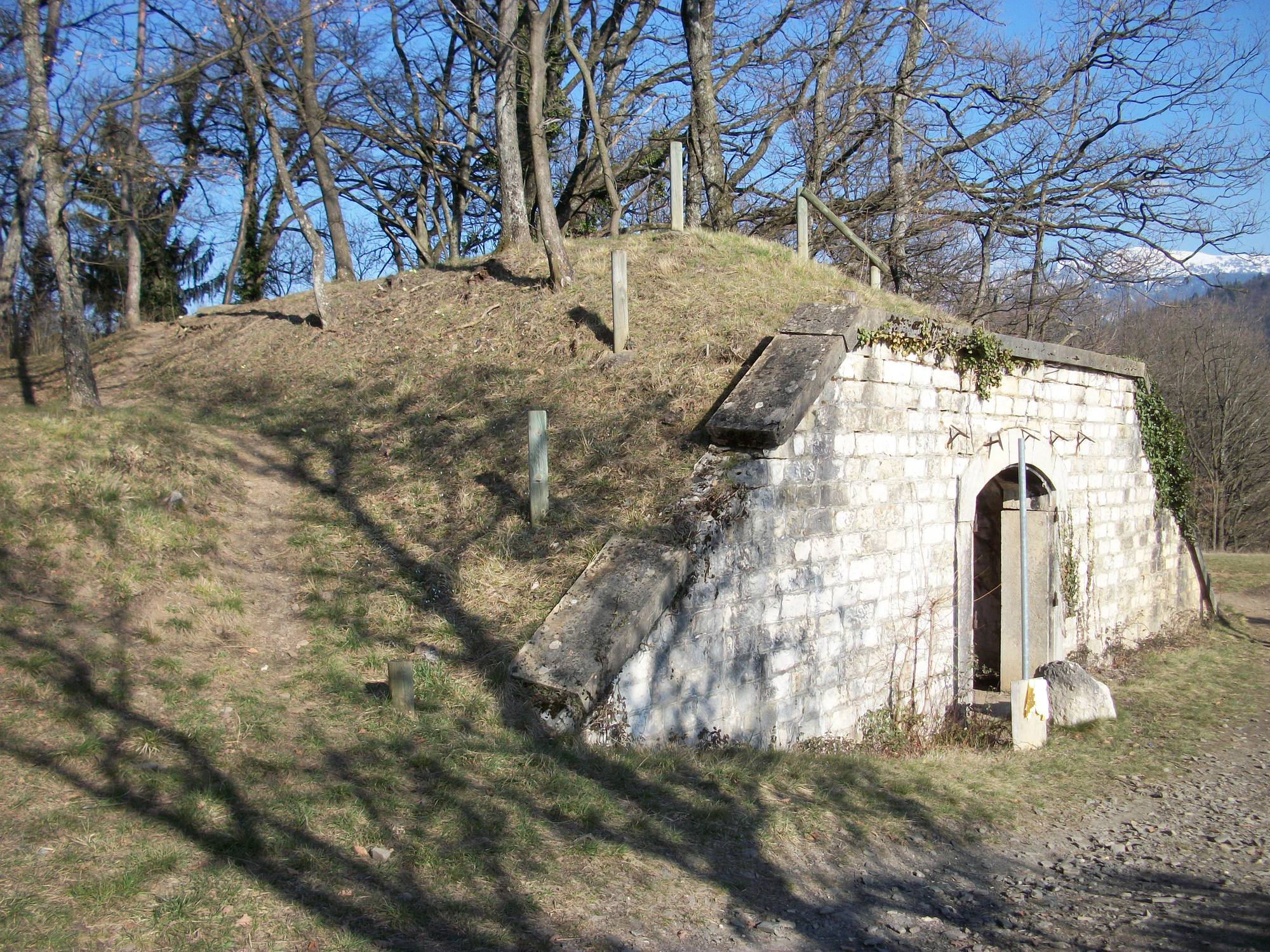
Traverse-abri sud, cote 573

À l'ouest de la commune de Gières, À 600 mètres plein sud du fort du Mûrier, coiffant un mamelon, se trouvent deux batteries braquées sur la vallée du Grèsivaudan. Une première, dite batterie basse, à 557 m altitude, aligne une traverse-abri, une plate-forme pour deux canons, une petite traverse pleine, une seconde plate-forme double et une grande traverse pleine. Environ 150 m au sud, coiffant le mamelon à 573 m altitude, se trouve la batterie haute. Elle est d'une composition similaire à sa voisine, sinon qu'elle est double, sa partie droite étant en léger décrochement. Elle comprend donc deux fois deux double plates-formes, soit huit emplacements de pièces, séparées par des traverses pleines, encadrées par deux traverses-abris plus une troisième, au centre, légèrement plus grande. Les traverses creuses sont voûtées en plein cintre et possèdent pas de bras. Aucune niche à munitions n'a été repérée. Il n'y a aucune enceinte défensive et leur construction doit avoir été très proche dans le temps de celle du fort voisin. Leur accès est libre et le terrain est aménagé en aire de repos avec tables et bancs. Les constructions sont relativement bien visibles quoique l'on se trouve dans la forêt. Les façades des traverses-abris ont malheureusement la fâcheuse tendance à se décoller du corps de traverse et il y a quelques tags à déplorer. Propriété de la commune de Saint-Martin-d'Hères.